# 青岡弥左衛門
青岡 弥左衛門（あおおか やざえもん、生没年不詳）は、江戸時代前期の槍術家。名は利之。

## 経歴・人物
近世槍術の一流派である離想流の代表的な槍術家。同じく離想流の石野氏利に学び、氏利と共に紀州藩主の徳川頼宣に仕え、延宝の頃江戸で名を知られた。